# Tarsizio Riviera Folesani
Tarsizio Riviera Folesani (Bologna, 2 novembre 1759 – Bologna, 23 maggio 1801) è stato un anatomista e chirurgo italiano.

## Biografia
Tarsizio nacque a Bologna da Pietro Paolo, notaio e cancelliere governativo come suo padre Tarsizio Maria, e da Rosa Guidetti; era fratello di Bartolomeo junior, brillante chirurgo presso l'ospedale di Santa Maria della Vita, docente di Operazioni Chirurgiche e di Chirurgia, ascritto al Collegio dei Medici per fama. I Riviera erano una famiglia nobile che annoverava esponenti del ceto universitario e notarile da almeno un secolo: alla famiglia appartenevano Pellegrino (1596-1641), professore di Logica e Medicina teorica e pratica, ed il notaio Giulio Cesare (1604-1640); il cognome Folesani era stato aggiunto per volontà testamentaria del canonico Michele, che nel 1673, l'anno prima della morte, aveva nominato suo erede il nipote Bartolomeo Riviera, con l'obbligo per lui e la sua discendenza di portare il cognome “de' Folesani”.
Tarsizio studiò presso i Barnabiti alle scuole pubbliche di Santa Lucia, e studiò Filosofia dal Canonico della Basilica di San Petronio Giuseppe Vogli prima, e nel Collegio Poeti successivamente; si dedicò alla Medicina interessandosi di chirurgia, anatomia e ostetricia, studiando dallo zio Bartolomeo, da Gaetano Uttini, Carlo Mondini e Giovanni Antonio Galli. Per affiancare alle proprie conoscenze una sensibilità artistica, intraprese anche lo studio della musica.
Il 19 aprile 1780 si laureò in Filosofia e Medicina, e l'anno successivo ottenne l'insegnamento onorario di Anatomia teorica, sotto l'ala protettiva di Uttini, Rettore dell'ateneo. Membro del Collegio dottorale di filosofia e medicina, nel 1784 divenne professore onorario di Chirurgia, e poi lettore stipendiario. Fu membro anche delle accademie delle scienze di Torino e di Napoli.
Entrò nel Collegio degli Anatomici, tenendo lezioni anatomiche negli anni 1792, 1796 e 1799 nel Teatro dell'Archiginnasio, che furono poi stampate; dubbioso sulla teoria dell'elettricità animale del famoso Luigi Galvani, entrò in conflitto con Giovanni Aldini, difensore delle teorie dello zio.
Il 29 ottobre 1798, dopo la morte di Galvani, fu nominato professore del Gabinetto d'ostetricia dell'Istituto delle Scienze, dove si dedicò all'istruzione delle levatrici, per le quali pubblicò Elementi d'ostetricia; il 19 novembre 1800 passò alla cattedra universitaria di Istituzioni Chirurgiche e di ostetricia.
Nel 1799 divenne presidente dell'Accademia delle Scienze dell'Istituto.
Tra le sue pubblicazioni, in Storia di un monocolo, scritta a seguito dell'osservazione di un parto, alle considerazioni di teratologia unì tesi che screditavano il timore che le deformazioni fossero causate dall'immaginazione delle madri. Istituzioni Chirurgiche fu concepito come un compendio medico generale, il primo realizzato in Italia. Riuscì a pubblicare soltanto il primo volume del corso completo di anatomia e chirurgia che voleva redigere per i suoi studenti.
Diresse per alcuni anni l'ospedale di Sant'Orsola detto “degli Incurabili”, e in seguito quello di Santa Maria della Vita, accettando anche di operare pazienti rifiutati dai colleghi. Fece parte della Commissione dipartimentale di Sanità e poi ne divenne presidente poco tempo prima di morire, dopo pochi giorni di malattia.
Il suo funerale avvenne a spese pubbliche, seguito da autorità, accademici, scolari e dalla popolazione. Nella Certosa gli vennero dedicati un «monumento, ed iscrizione onorevole» su ordine della Commissione dipartimentale di Sanità.